# Macrosiphum geranii
Macrosiphum geranii är en insektsart som först beskrevs av Oestlund 1887.  Macrosiphum geranii ingår i släktet Macrosiphum och familjen långrörsbladlöss. Inga underarter finns listade i Catalogue of Life.